# Блажину, Дмитрий Николаевич
Дмитрий Николаевич Блажину (рум. Dumitru Blajinu; 11 ноября 1934, село Перерыта, Белецкий уезд, губернаторство Бессарабия, Королевство Румыния — 6 июля 2015, Кишинёв, Республика Молдова) — советский и молдавский скрипач, дирижёр и композитор, народный артист Республики Молдова (2011), лауреат Национальной премии Республики Молдова (2014).

## Биография
Родился в семье известного трубача Николая Блажину. В 1956 г. поступил в Народный университет при Центральном Доме народного творчества им. Н. К. Крупской в Москве. Одновременно был принят в Бельцкий музыкально-драматический театр в качестве инструменталиста и дирижёра оркестра. Затем выступал в Национальном академическом оркестре ансамбля народного танца «Жок» (1961—1962). Был аккордеонистом и наистом в составе Кишиневского молодёжного ансамбля и скрипачом в оркестрах народной музыки «Мугурел» и «Веселия». В 1967 г. создал и стал первым дирижёром оркестра народной музыки «Фольклор» при Государственном комитете по телевидению и радиовещанию Молдавской ССР (1967—1985).
В 1985—1994 гг. работал сотрудником Научно-методического центра народного творчества и культурной деятельности.
Записал на радио около 40 инструментальных пьес и более 300 авторских работ: песни, баллады, инструментальные пьесы, сюиты, рапсодии. Выпустил сборники песен «Zii, lăută!», «La vatra jocului», «Primul ghiocel», «Cîntă inima şi dorul», а в 2002 г. — сборник «Antologia de folclor muzical. 1107 creaţii din Moldova istorică».
Он сделал ряд записей с оркестром «Фольклор», среди которых: «La Nistru, la mărgioară», «Doru mi-i de primăvară», «La izvorul folclorului» и др. Он является составителем ряда песенных сборников, самые известные из которых: «Zi-i, lăută» (1973), «La vatra jocului» (1982), «Ce mi-i drag mie pe lume» (1984), «Satule, vatră frumoasă» (1987), «Primul ghiocel» (1993), «Cântă inima şi dorul» (2000), «Antologie de folclor muzical. 1107 creații din Moldova istorică» (2002), «Rapsodul Filip Todiraşcu» (2003), «Alină, dorule, alină…» (2008), «Rapsodul Filip Todiraşcu», том II (2012).

## Награды и звания
В 1994 г. был награждён «Орденом Республики».
Народный артист Республики Молдова (2011). Лауреат Национальной премии Республики Молдова (2014).
В 1957 г. стал лауреатом Международного фестиваля молодежи и студентов в Москве.